# Dekanat sierakowicki
Dekanat Sierakowice – jeden z 30 dekanatów w rzymskokatolickiej diecezji pelplińskiej. Dziekanem  dekanatu jest ks. Piotr Grabowski.

## Parafie
W skład dekanatu wchodzi 11 parafii:
- Parafia Niepokalanego Poczęcia Najświętszej Maryi Panny – Gowidlino
- Parafia Matki Bożej Nieustającej Pomocy – Kamienica Królewska
- Parafia Najświętszego Serca Pana Jezusa – Linia
- Parafia św. Michała Archanioła – Łebunia
- Parafia św. Wojciecha i św. Brata Alberta Chmielowskiego – Miechucino
- Parafia św. Jana Chrzciciela – Mirachowo
- Parafia św. Ignacego Loyoli – Siemirowice
- Parafia św. Jana Chrzciciela – Sierakowice
- Parafia św. Marcina – Sierakowice
- Parafia św. Marii Magdaleny – Strzepcz
- Parafia Matki Boskiej Częstochowskiej – Tuchlino

## Sąsiednie dekanaty
Bytów, Kartuzy, Lębork, Luzino (archidiec. gdańska), Łupawa, Stężyca